# Pervenche Berès

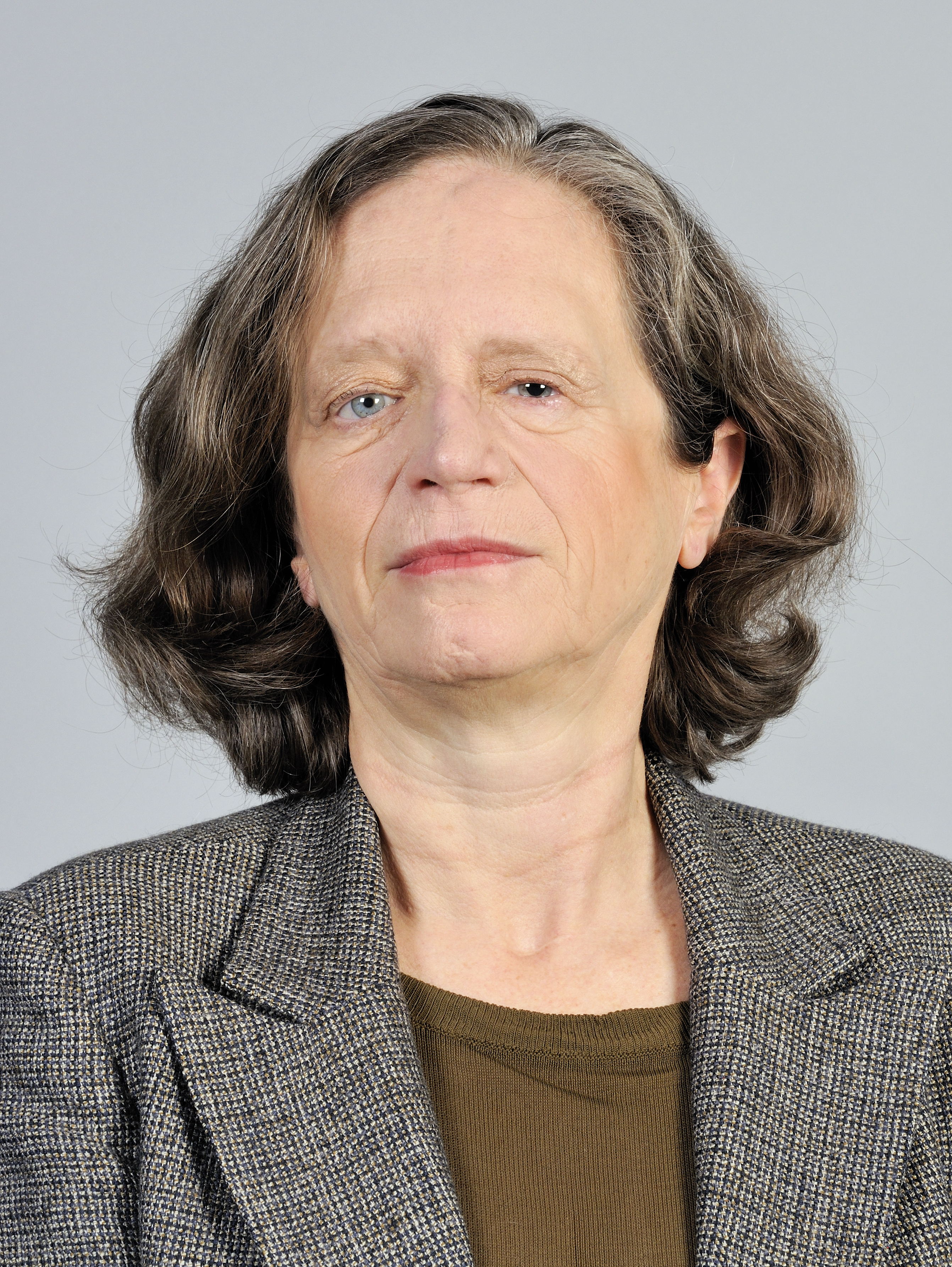
Pervenche Berès (2014)

Pervenche Berès (ur. 10 marca 1957 w Paryżu) – francuska polityk, urzędnik państwowy, eurodeputowana IV, V, VI, VII i VIII kadencji.

## Życiorys
Ukończyła École alsacienne, w 1978 została absolwentką Instytutu Nauk Politycznych w Paryżu. Pracowała w administracji Zgromadzenia Narodowego, m.in. jako doradca Laurenta Fabiusa, przewodniczącego niższej izby parlamentu na przełomie lat 80. i 90.
Zaangażowała się w działalność Partii Socjalistycznej. W latach 1993–2004 zasiadała w jej prezydium. W 1995 została przewodniczącą organizacji pod nazwą Europejska Lewica Francuska. Od 2001 pełniła funkcję radnej Sèvres.
W 1994 uzyskała mandat posła do Parlamentu Europejskiego, skutecznie ubiegała się o reelekcję w 1999, 2004, 2009 i 2014. W latach 1997–2004 przewodniczyła delegacji francuskich socjalistów w PE. W VII kadencji została przewodniczącą Komisji Zatrudnienia i Spraw Socjalnych.